# Brian Barnes
Brian James Barnes OFM (ur. 23 marca 1933 w Wingham, zm. 9 maja 2017 w Sydney) – australijski duchowny katolicki posługujący w Papui-Nowej Gwinei, biskup diecezjalny Aitape 1987-1997, arcybiskup Port Moresby 1997-2008.

## Życiorys
18 lutego 1952 złożył śluby wieczyste w Zakonie Braci Mniejszych. Święcenia kapłańskie otrzymał 12 lipca 1958.
3 października 1987 papież Jan Paweł II mianował go biskupem diecezjalnym Aitape. 10 lutego 1988 arcybiskup Leo Arkfeld udzielił mu sakry biskupiej. 14 czerwca 1997 otrzymał godność arcybiskupią i został przeniesiony do archidiecezji Port Moresby. 26 marca 2008 ze względu na wiek na ręce papieża Benedykta XVI złożył rezygnację z zajmowanej funkcji.
Zmarł 9 maja 2017.